# Daniel Ducreux
Daniel Ducreux (nascido em 11 de fevereiro de 1947) é um ex-ciclista francês que representou França nos Jogos Olímpicos de Verão de 1968 na Cidade do México, onde terminou em décimo terceiro lugar na prova de estrada individual. Venceu uma etapa da Volta a Portugal.